# Язикові
Язикові, або Солієві, також відомі як морські язики (Soleidae) — родина риб ряду камбалоподібних, що містить види, поширені як у морських, так і у прісних водах. Демерсальні риби, що живляться дрібними ракоподібними і іншими безхребетними.
Морські язики починають життя з білатерально симетричної личинки, що має очі на кожному боці голови. Але протягом розвитку ліве око переміщується на праву сторону голови. Дорослі язики лежать на лівому (сліпому) боці, зазвичай закопуючись у мул, який в комбінації із забарвленням робить цих риб майже невидимими.
Багато видів цієї родини мають промислове значення. Серед таких морський язик звичайний (Solea solea), що є традиційним компонентом у кухні народів північної Європи і Середземномор'я.

## Опис
Невеликі морські риби, звичайно до 30 см завдовжки (рідко до 60 см). Тіло овальне, листоподібне або язикоподібне, сильно стиснуте із боків. Рило заокруглене з маленьким дугоподібним ротом, озброєним дрібними малопомітними зубами. Нижня щелепа ніколи не видається вперед. Очі маленькі, розташовані на правому боці. Ніздрі обох боків розташовані симетрично. Кістки зябрової кришки вкрити шкірою і лускою. Край передкришки повністю скритий. Спинний та анальний плавці не з'єднуються або з'єднуються з хвостовим. Черевні плавці не з'єднуються з анальним. Личинкові грудні плавці атрофуються, у дорослих регенеровані або відсутні. Бічні лінії розташовані на кожному боці.
Більшість видів солієвих забарвлені скромно, звичайно в піщано-кофейні тони, але є яскраво забарвлені смугасті види.

## Поширення
Переважно морські риби, поширені в теплих морях всіх океанів у межах тропічної, субтропічної й помірної смуг, переважно від Європи до Австралії та Японії, заходять у річки Африки (1 повністю прісноводний вид), Азії та Австралії. Частина південноамериканських видів солеєвих населяють річки.
У Чорному морі мешкають 4 види солеєвих (солія звичайна, солія короткопера, солія жовта, солія носата), в Азовському морі — 1 вид (солія носата).
У територіальних водах України мешкає тільки 1 вид солеєвих —  солія носата, яка трапляється як у Чорному, так і Азовському морях.

## Особливості біології
Придонні риби, що живуть, риючись у ґрунті, розшукуючи їжу за допомогою нюху, живлячись  малорухливими донними організмами — поліхетами, молюсками,  ракоподібними, дрібною рибою. Період розмноження розтягнутий і залежить від широти місцевості. Ікра в солеєвих дрібна (діаметром 1,3—1,5 мм), пелагічна, з численними жировими краплями. Інкубаційний період звичайно складає 10 днів.

## Практичне значення
Солей промишляють усюди, де вони водяться. Особливо важливе значення вони мають у рибальстві в Західній Європі, де їх добувають тралящими орудіями лову і в меншій кількості на крючки. М'ясо їх ніжне і смачне, і вони ціняться, незважаючи на невеликі розміри риб.

## Систематика

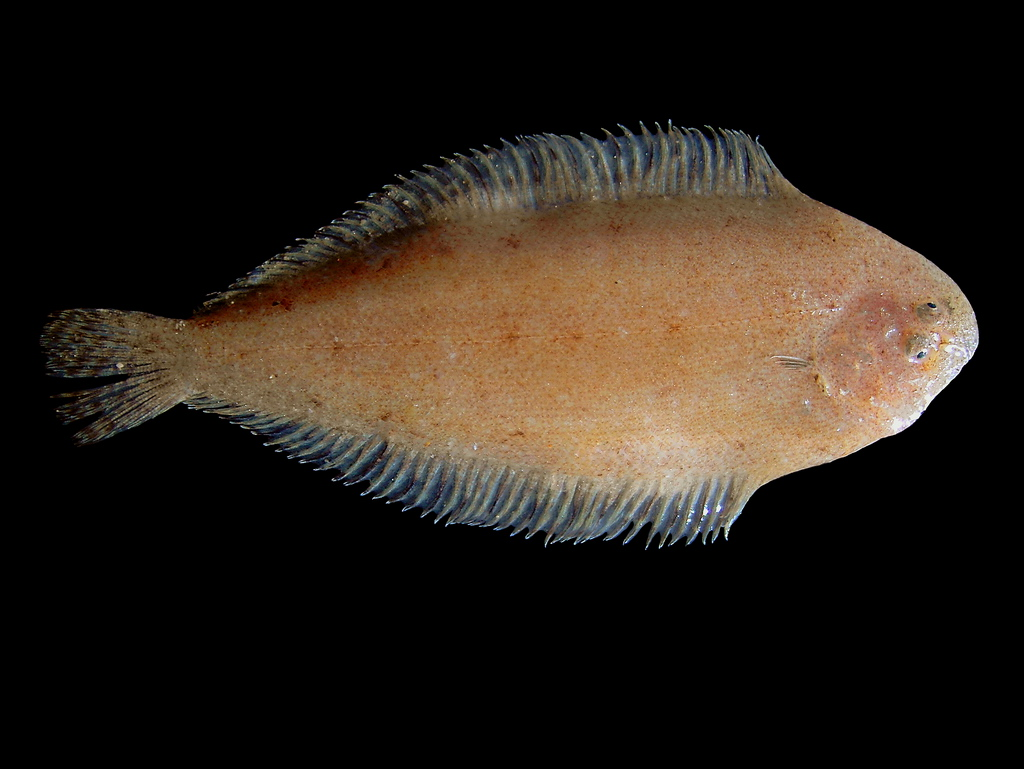
Buglossidium luteum

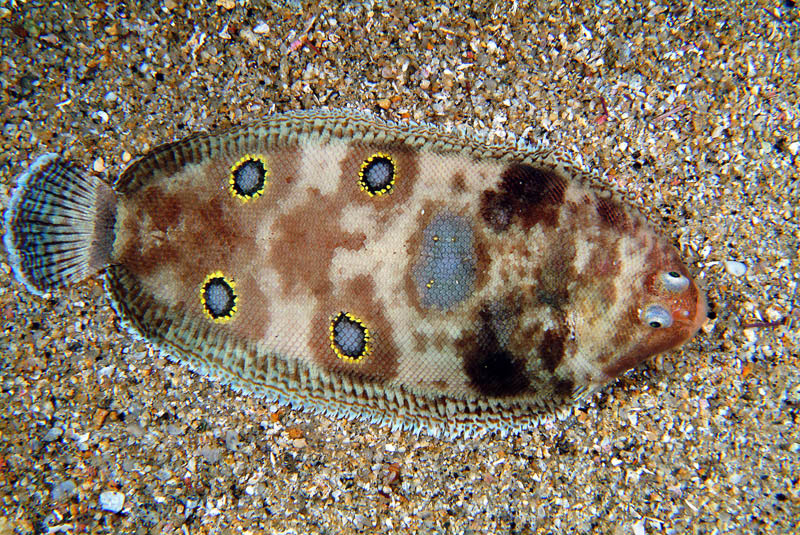
Microchirus ocellatus

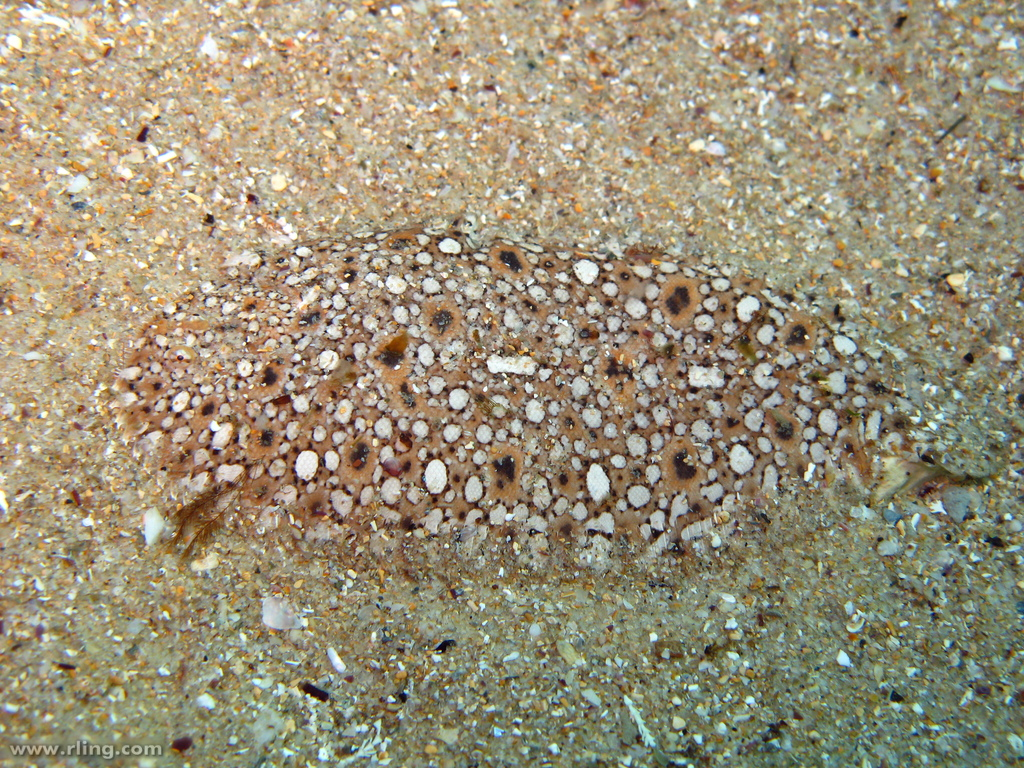
Pardachirus hedleyi

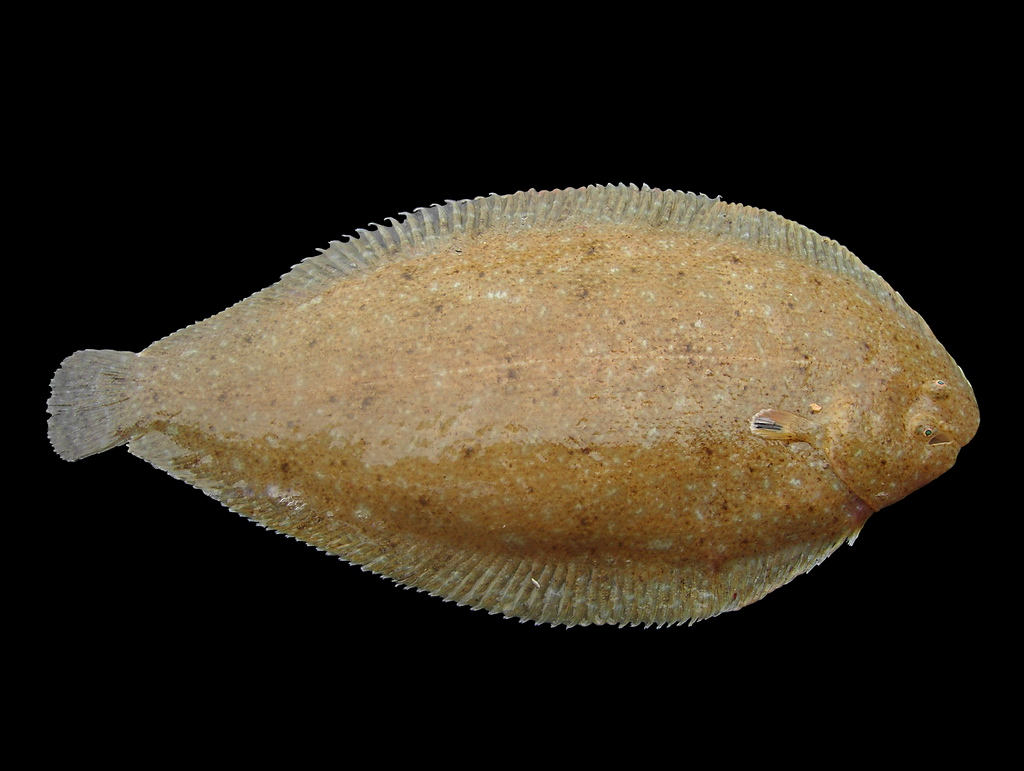
Pegusa lascaris

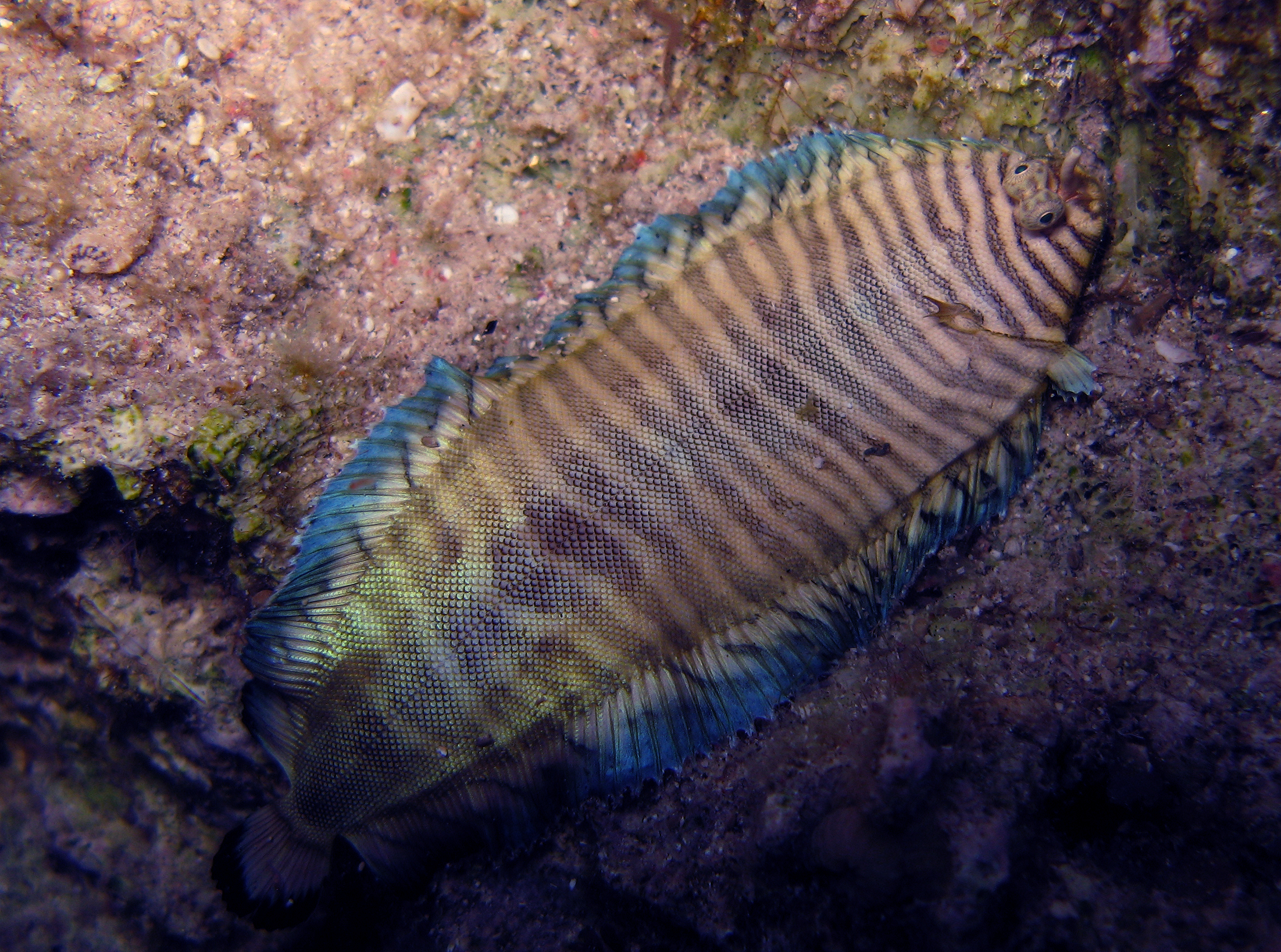
Soleichthys heterorhinos

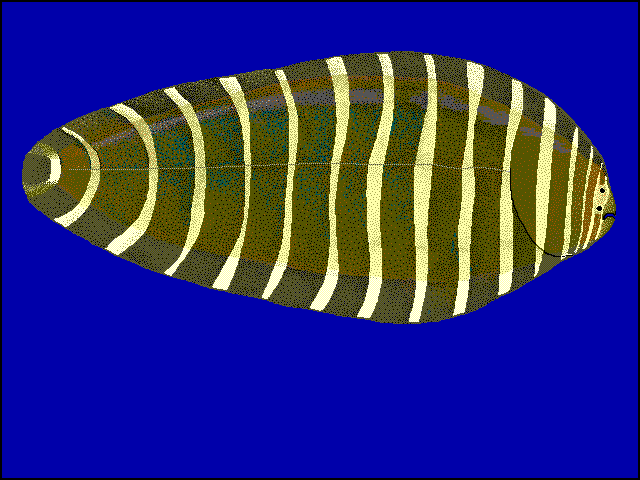
Aesopia cornuta

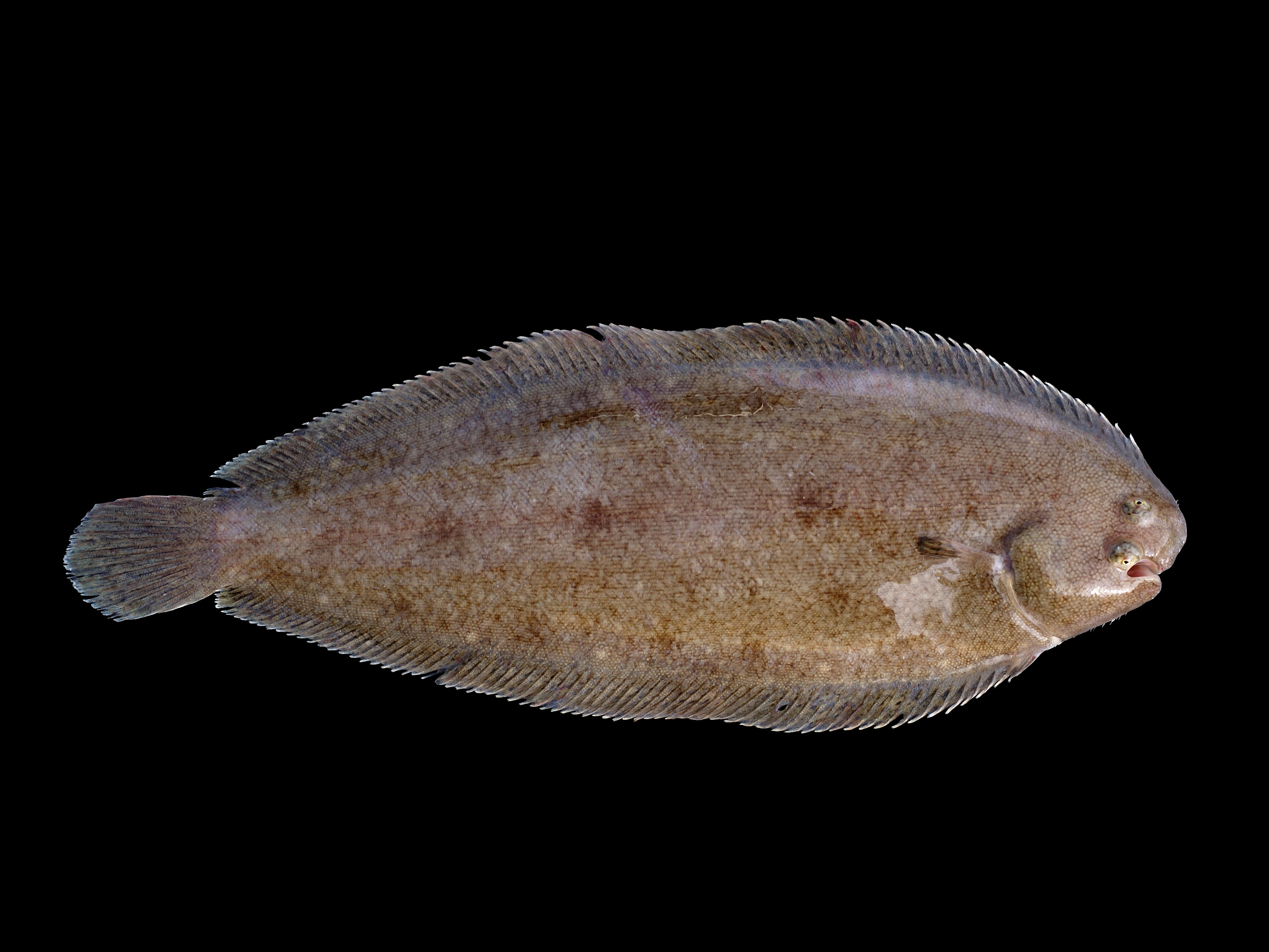
Solea solea

Станом на 2025 рік описано 184 види солеєвих, що належать до 32 родів:
- Рід Achiroides
  - Achiroides leucorhynchos Bleeker, 1851.
  - Achiroides melanorhynchus (Bleeker, 1851).
- Рід Aesopia
  - Aesopia cornuta Kaup, 1858.
- Рід Aseraggodes
  - Aseraggodes bahamondei Randall & Meléndez, 1987.
  - Aseraggodes borehami Randall, 1996.
  - Aseraggodes cyaneus (Alcock, 1890).
  - Aseraggodes dubius Weber, 1913.
  - Aseraggodes filiger Weber, 1913.
  - Aseraggodes guttulatus Kaup, 1858.
  - Aseraggodes haackeanus (Steindachner, 1883).
  - Aseraggodes herrei Seale, 1940.
  - Aseraggodes holcomi Randall, 2002.
  - Aseraggodes kaianus (Günther, 1880).
  - Aseraggodes klunzingeri (Weber, 1907).
  - Aseraggodes kobensis (Steindachner, 1896).
  - Aseraggodes macleayanus (Ramsay, 1881).
  - Aseraggodes melanostictus (Peters, 1877).
  - Aseraggodes microlepidotus (Fowler, 1946).
  - Aseraggodes normani Chabanaud, 1930.
  - Aseraggodes ocellatus Weed, 1961.
  - Aseraggodes persimilis (Günther, 1909).
  - Aseraggodes ramsayi (Ogilby, 1889).
  - Aseraggodes sinusarabici Chabanaud, 1931.
  - Aseraggodes smithi Woods, 1966.
  - Aseraggodes texturatus Weber, 1913.
  - Aseraggodes therese Randall, 1996.
  - Aseraggodes whitakeri Woods, 1966.
- Рід Austroglossus
  - Austroglossus microlepis (Bleeker, 1863).
  - Austroglossus pectoralis (Kaup, 1858).
- Рід Bathysolea
  - Bathysolea lactea Roule, 1916.
  - Bathysolea lagarderae Quéro & Desoutter, 1990.
  - Bathysolea polli (Chabanaud, 1950).
  - Bathysolea profundicola (Vaillant, 1888).
- Рід Brachirus
  - Brachirus aenea (Smith, 1931).
  - Brachirus annularis Fowler, 1934.
  - Brachirus aspilos (Bleeker, 1852).
  - Brachirus dicholepis (Peters, 1877).
  - Brachirus elongatus (Day, 1877).
  - Brachirus harmandi (Sauvage, 1878).
  - Brachirus heterolepis (Bleeker, 1856).
  - Brachirus macrolepis (Bleeker, 1858).
  - Brachirus muelleri (Steindachner, 1879).
  - Brachirus orientalis (Bloch & Schneider, 1801).
  - Brachirus pan (Hamilton, 1822).
  - Brachirus panoides (Bleeker, 1851).
  - Brachirus siamensis (Sauvage, 1878).
  - Brachirus sorsogonensis (Evermann & Seale, 1907).
  - Brachirus swinhonis (Steindachner, 1867).
- Рід Buglossidium
  - Buglossidium luteum (Risso, 1810).
- Рід Dagetichthys
  - Dagetichthys lakdoensis Stauch & Blanc, 1964.
- Рід Dicologlossa
  - Dicologlossa cuneata (Moreau, 1881).
  - Dicologlossa hexophthalma (Bennett, 1831).
- Рід Heteromycteris
  - Heteromycteris capensis Kaup, 1858.
  - Heteromycteris hartzfeldii (Bleeker, 1853).
  - Heteromycteris japonicus (Bleeker, 1860).
  - Heteromycteris matsubarai Ochiai, 1963.
  - Heteromycteris oculus (Alcock, 1889).
  - Heteromycteris proboscideus (Chabanaud, 1925).
- Рід Liachirus
  - Liachirus melanospilos (Bleeker, 1854).
  - Liachirus whitleyi Chabanaud, 1950.
- Рід Microchirus
  - Microchirus azevia (Brito Capello, 1867).
  - Microchirus boscanion (Chabanaud, 1926).
  - Microchirus frechkopi Chabanaud, 1952.
  - Microchirus ocellatus (Weed, 1961).
  - Microchirus theophila (Risso, 1810).
  - Microchirus variegatus (Donovan, 1808).
  - Microchirus wittei Chabanaud, 1950.
- Рід Monochirus
  - Monochirus hispidus Rafinesque, 1814.
  - Monochirus trichodactylus (Nardo, 1827).
- Рід Parachirus
  - Parachirus diringeri Quéro, 1997.
  - Parachirus hedleyi Ogilby, 1916.
  - Parachirus xenicus Matsubara & Ochiai, 1963.
- Рід Paradicula
  - Paradicula setifer (Paradice, 1927).
- Рід Pardachirus
  - Pardachirus balius Randall & Mee, 1994.
  - Pardachirus hedleyi Ogilby, 1916.
  - Pardachirus marmoratus (Lacépède, 1802).
  - Pardachirus morrowi (Chabanaud, 1954).
  - Pardachirus pavoninus (Lacépède], 1802).
  - Pardachirus poropterus (Bleeker, 1851).
- Рід Pegusa
  - Pegusa cadenati Chabanaud, 1954
  - Pegusa impar (E. T. Bennett, 1831)
  - Pegusa lascaris (A. Risso, 1810)
  - Pegusa nasuta (Pallas, 1814)
  - Pegusa triophthalma (Bleeker, 1863)
- Рід Phyllichthys
  - Phyllichthys punctatus McCulloch, 1916.
  - Phyllichthys sclerolepis (Macleay, 1878).
  - Phyllichthys sejunctus Whitley, 1935.
- Рід Rendahlia
  - Rendahlia jaubertensis (Rendahl, 1921).
- Рід Rhinosolea
  - Rhinosolea microlepidota Fowler, 1946.
- Рід Solea
  - Solea aegyptiaca Chabanaud, 1927.
  - Solea bleekeri Boulenger, 1898.
  - Solea capensis (Kaup, 1858).
  - Solea elongata Day, 1877.
  - Solea fulvomarginata Gilchrist, 1904.
  - Solea heinii Steindachner, 1903.
  - Solea humilis Cantor, 1849.
  - Solea ovata Richardson, 1846.
  - Solea senegalensis Kaup, 1858.
  - Solea solea (Linnaeus, 1758).
  - Solea stanalandi Randall & McCarthy, 1989.
- Рід Soleichthys
  - Soleichthys heterorhinos (Bleeker, 1856).
  - Soleichthys maculosus Muchhala & Munroe, 2004.
  - Soleichthys microcephalus (Günther, 1862).
  - Soleichthys siammakuti Wongratana, 1975.
  - Soleichthys tubifera (Peters, 1876).
- Рід Strabozebrias
  - Strabozebrias cancellatus (McCulloch, 1916).
- Рід Synaptura
  - Synaptura albomaculata Kaup, 1858.
  - Synaptura cadenati (Chabanaud, 1954).
  - Synaptura commersonnii (Lacépède, 1802).
  - Synaptura lusitanica lusitanica Brito Capello, 1868.
  - Synaptura lusitanica nigromaculata Pellegrin, 1905.
  - Synaptura marginata Boulenger, 1900.
  - Synaptura megalepidoura (Fowler, 1934).
  - Synaptura nigra Macleay, 1880.
  - Synaptura salinarum (Ogilby, 1910).
  - Synaptura selheimi Macleay, 1882.
  - Synaptura villosa Weber, 1907.
- Рід Synapturichthys
  - Synapturichthys kleinii (Risso, 1827).
- Рід Typhlachirus
  - Typhlachirus caecus Hardenberg, 1931.
- Рід Vanstraelenia
  - Vanstraelenia chirophthalma (Regan, 1915).
- Рід Zebrias
  - Zebrias altipinnis (Alcock, 1890).
  - Zebrias annandalei Talwar & Chakrapany, 1967.
  - Zebrias captivus Randall, 1995.
  - Zebrias craticula (McCulloch, 1916).
  - Zebrias crossolepis Zheng & Chang, 1965.
  - Zebrias fasciatus (Basilewsky, 1855).
  - Zebrias japonica (Bleeker, 1860).
  - Zebrias keralensis Joglekar, 1976.
  - Zebrias lucapensis Seigel & Adamson, 1985.
  - Zebrias maculosus Oommen, 1977.
  - Zebrias munroi (Whitley, 1966).
  - Zebrias penescalaris Gomon, 1987.
  - Zebrias quagga (Kaup, 1858).
  - Zebrias regani (Gilchrist, 1906).
  - Zebrias scalaris Gomon, 1987.
  - Zebrias synapturoides (Jenkins, 1910).
  - Zebrias zebra (Bloch, 1787).
  - Zebrias zebrinus (Temminck & Schlegel, 1846).